# Тримониша
«Тримони́ша» — опера Скотта Джоплина в 3 действиях, написанная им в 1910 году. «Тримонишу» иногда называют рэгтайм-оперой, однако, она включает куда больший спектр разноплановых музыкальных номеров, в том числе увертюру, прелюдии, речитативы, хоры, танцевальные номера и несколько арий. Основной темой оперы является важность образования, борьба с предрассудками и освобождение негритянского народа от гнёта невежества.
При жизни Джоплину не удалось организовать полноценную постановку «Тримониши». Однако, с наступлением 1970-х интерес к творчеству композитора возрос, были найдены оперные партитуры. Биограф Гилберт Чейз посчитал находку «почти чудом», «Тримониша», по его словам, могла донести важное послание до многих тысяч слушателей. Музыкальная сторона описывалась как «очаровательная и трогательная, с элементами афроамериканских народных напевов, блюзов и спиричуэлзов». Премьера оперы состоялась 27 января 1972 года в Атланте в штате Джорджия.

## История создания
Джоплин планировал создать оперу, которая вписывалась бы в каноны традиционной европейской постановки, но при этом была бы популярной и развлекательной. Некоторые биографы считают, что прототипом Тримониши могла быть вторая жена Джоплина Фредди Александр. Как и главная героиня оперы, Фредди была образованна, начитанна, боролась за права женщин и афроамериканцев. Возможным подтверждением данной теории также может являться тот факт, что действие оперы, по замыслу Джоплина, происходит в сентябре 1884 года — в то время, когда родилась Фредди Александр.
«Тримониша» была закончена в 1910 году. Живя на тот момент в Нью-Йорке, Джоплин надеялся найти издателя для своего нового творения, но в 1911 году был вынужден издать на собственные средства только фортепианное переложение. В 1915 году, в бесконечных попытках донести свою оперу до зрителя, он организовал выступление в репетиционном зале Гарлема. Публика, избалованная грандиозными европейскими оперными представлениями, холодно восприняла скромное творение Джоплина. Многие из аудитории просто вставали и уходили посреди музыкального номера. Друг Джоплина Сэм Паттерсон, присутствовавший на выступлении, описывал его как «нечто, не слишком отличающееся от репетиции, исполнение было слабым и неубедительным». После такого провала Джоплин оказался банкротом. По мнению его биографов, он пожертвовал коммерческой составляющей в пользу искусства, но на тот момент эта сторона музыки почти не воспринималась чернокожим населением.
Отрывки из «Тримониши» (в частности, «Балет медведей» Музыкальной школы Мартина-Смита) исполнялись отдельно, но в полноценном виде опера при жизни Джоплина поставлена не была. Более того, либретто и оркестровые партии были утеряны. Лишь с конца 1960-х, когда интерес к творчеству Джоплина возобновился и оперные партитуры были найдены, состоялась премьера «Тримониши». 22 октября 1971 года части из «Тримониши» были представлены на концерте в «Линкольн-центре». На сцене выступали Джошуа Рифкин, Уильям Болком, пианистка Мэри Лу Уильямс, а также группа вокалистов. 27 января 1972 была организована постановка оперы с оркестровками композитора Томаса Андерсона и хореографией Кэтрин Данэм. Певцам аккомпанировал Симфонический оркестр Атланты под управлением Роберта Шо. В мае 1975 года «Тримониша» была поставлена Гюнтером Шуллером в Хьюстон Гранд Опера и выдержала несколько представлений. Затем в октябре и ноябре оперу показывали на Бродвее. В наши дни «Тримонишу» продолжают ставить в самых именитых театрах мира.

## Отзывы критиков
По мнению биографов, в работе Джоплина прослеживаются некоторые параллели с операми Рихарда Вагнера. Так, священное дерево, под которым приёмная мать находит Тримонишу, напоминает о дереве, из ствола которого Зигмунд в опере «Валькирия» добывает заколдованный меч, а рассказ Монишей истории Тримониши перекликается с рассказываемой Миме историей Зигфрида из одноимённой оперы. Также в работе Джоплина чувствуется влияние американского фольклора, в частности, история с осиным гнездом является отсылкой к рассказу о Братце Кролике и терновом кусте.
Эдвард Берлин отмечает, что сюжет «Тримониши» был тесным образом связан с жизнью самого Джоплина и являлся в своём роде призывом афроамериканскому народу избавляться от невежества, получать образование и стать независимым. Лотти Джоплин (третья жена Джоплина) видела связь между устремлениями, которыми была движима Тримониша, и надеждами самого композитора.
После публикации оперы в 1911 году журнал American Musician and Art Journal охарактеризовал «Тримонишу» как «совершенно новую форму оперного искусства». Позднее критики признавали, что «Тримониша» занимает особое место в истории американского театра и музыки, так как это была первая опера, в которой героиня боролась за свои гражданские права, говорила о важности образования и взывала к обретению независимости афроамериканским народом. Сьюзан Кёртис и Лоуренс Кристенсен в своей книге «Dictionary of Missouri Biography» писали, что «по сюжету оперы в конечном итоге, грамотность, образование, тяжёлый труд и взаимопонимание людей являются залогом процветания народа». Эдвард Берлин описывает «Тримонишу» как неплохую, явно более интересную историю, чем остальные оперы того времени. Но он также отмечает, что простота и некоторая примитивность сюжета выдаёт в Джоплине неумелого драматурга, сюжет в его опере однозначно уступает музыкальному сопровождению.
«Тримониша» была написана за 25 лет до сотворения Джорджем Гершвином оперы «Порги и Бесс», в которой использовались приёмы Джоплина и которая вобрала в свою музыкальную структуру рэгтаймы, госпелы и спиричуэлзы.

## Действующие лица
| Партия                          | Голос         | Исполнитель на премьере в Атланте 27 января 1972 (Дирижёр: Роберт Шоу) |
| ------------------------------- | ------------- | ---------------------------------------------------------------------- |
| Тримониша, 18-летняя негритянка | сопрано       | Альфа Флойд                                                            |
| Энди, друг Тримониши            | тенор         | Барри Хемфилл                                                          |
| Люси, подруга Тримониши         | меццо-сопрано | Кармен Бэлтроп                                                         |
| Сефус, шарлатан                 | тенор         | Дэвид Хадсон                                                           |
| Луддуд, шарлатан                | баритон       | Джордж Мерритт                                                         |
| Саймон, шарлатан                | бас           | Рэймонд Бэйзмор                                                        |
| Зодзетрик, шарлатан             | баритон       | Эрл Грэндисон                                                          |
| Мониша, приёмная мать Тримониши | контральто    | Луиза Паркер                                                           |
| Нед, отец Тримониши             | бас           | Саймон Эстес                                                           |
| Парсон Олток, проповедник       | баритон       | Кларк Салонис                                                          |
| Римус, друг Тримониши           | тенор         | Сет Маккой                                                             |

## Содержание
Действие разворачивается около 1884 года неподалёку от Тексарканы, штат Техас — тех мест, откуда был родом сам композитор.

### Действие 1
На плантации свободных негров к женщине по имени Мониша обращается колдун Зодзетрик, предлагая купить у него «мешок удачи» («The Bag of Luck»). Муж Мониши Нед, а также её дочь, 18-летняя Тримониша прогоняют шарлатана. Все считают Тримонишу образованной и начитанной девушкой, так как она единственная в общине, кто умеет читать и писать. После того, как сборщики кукурузы возвращаются с поля, начинается всеобщий танец («We’re Goin’ Around»). Тримониша хочет сплести себе венок из листьев большого дерева, что произрастает около их хижины. Мониша, однако, останавливает дочь, и рассказывает ей правду о том, что девушка была найдена ещё совсем младенцем под этим деревом («The Sacred Tree»), таким образом Мониша и Нед стали её приёмными родителями. Тримониша отвечает, что любит их из-за этого не меньше и пойдёт в лес со своей подругой Люси, чтобы найти другое дерево. Позднее Люси возвращается из леса в одиночестве и сообщает, что Тримониша была похищена шайкой шарлатанов, тех самых «колдунов». Мужчины собираются идти на выручку, а возлюбленный Тримониши Римус переодевается в чучело, чтобы напугать мошенников, и отправляется в лес.

### Действие 2
Мошенники вместе с Тримонишей находятся в глухой чаще. Они решают наказать девушку за то, что та мешает их планам обмануть доверчивых жителей плантации, и кинуть её в осиное гнездо («The Wasp Nest»). После путешествия через лес (которое также включает «балет» медведей — «Frolic of the bears»), мошенники уже готовы исполнить свой страшный замысел, но их пугает подоспевший вовремя Римус в костюме чучела. Они решают, что это дьявол, и убегают прочь. Влюблённые возвращаются на плантацию («Going Home»).

### Действие 3
Нед и Мониша беспокоятся за дочь («I Want To See My Child»), но вскоре она возвращается вместе с Римусом. За ними идут местные мальчишки и волочат пойманных мошенников Зодзетрика и Луддуда. Народ готов покарать их за то, что похитили Тримонишу, но девушка просит отпустить и простить их («Conjurors Forgiven»). Жители плантации соглашаются и просят Тримонишу стать их наставницей («We Will Trust You As Our Leader»). В итоге все жмут друг другу руки, и действие завершается всеобщим танцем примирения («Real Slow Drag»).

## Музыкальные номера
- Увертюра
- «The Bag of Luck» — Тримониша, Мониша, Нед, Римус, Зодзетрик
- «The Corn Huskers» — Тримониша, Римус, хор
- «We’re Goin’ Around (A Ring Play)» — Энди, хор
- «The Wreath» — Тримониша, Люси, Мониша, хор
- «The Sacred Tree» — Мониша
- «Surprised» — Тримониша, хор
- «Treemonisha’s Bringing Up» — Мониша, Тримониша, хор
- «Good Advice» — Парсон Олток, хор
- «Confusion» — Мониша, Люси, Нед, Римус, хор
- «Superstition» — Саймон, хор
- «Treemonisha in Peril» — Саймон, Зодзетрик, Луддуд, Сефус, хор
- «Frolic of the Bears» — танцевальный номер, «Балет медведей»
- «The Wasp Nest» — Саймон, Сефус, хор
- «The Rescue» — Тримониша, Римус
- «We Will Rest Awhile/Song of the Cotton Pickers» — Хор
- «Going Home» — Тримониша, Римус, хор
- «Aunt Dinah Has Blowed de Horn» — Хор
- Прелюдия к 3 действию
- «I Want To See My Child» — Мониша, Нед
- «Treemonisha’s Return» — Мониша, Нед, Римус, Тримониша, Энди, Луддуд, Зодзетрик, хор
- «Wrong is Never Right» — Римус, хор
- «Abuse» — Энди, Тримониша, хор
- «When Villains Ramble Far and Near» — Нед
- «Conjurors Forgiven» — Тримониша, Энди, хор
- «We Will Trust You As Our Leader» — Тримониша, хор
- «A Real Slow Drag» — Тримониша, Люси, хор